# Colonia Lázaro Cárdenas del Río, Jalisco
Colonia Lázaro Cárdenas del Río är en ort i Mexiko.   Den ligger i kommunen Concepción de Buenos Aires och delstaten Jalisco, i den centrala delen av landet, 400 km väster om huvudstaden Mexico City. Colonia Lázaro Cárdenas del Río ligger 2 127 meter över havet och antalet invånare är 248.
Terrängen runt Colonia Lázaro Cárdenas del Río är huvudsakligen kuperad, men den allra närmaste omgivningen är platt. Terrängen runt Colonia Lázaro Cárdenas del Río sluttar norrut. Runt Colonia Lázaro Cárdenas del Río är det ganska glesbefolkat, med 25 invånare per kvadratkilometer. Närmaste större samhälle är Concepción de Buenos Aires, 1,3 km söder om Colonia Lázaro Cárdenas del Río. I omgivningarna runt Colonia Lázaro Cárdenas del Río växer huvudsakligen savannskog.